# Таран, Владимир Диомидович
Владимир Диомидович Таран (1905—1970) — российский учёный, доктор технических наук, профессор, зав. кафедрой Московского института нефти и газа им. Губкина. Заслуженный деятель науки и техники РСФСР (1965).

## Биография
Родился в с. Лука Таращанского района Киевской области. В 1922—1925 статистик в Кошеватском отделении госстраха. В 1925—1927 ремонтный рабочий на Уссурийской железной дороге. В 1927—1931 учился в Дальневосточном университете.
- 1931—1932 инженер «Дальзавода»;
- 1932—1934 старший инженер треста «Речсоюзверфь» (Москва);
- 1935—1936 зав. сварочной лабораторией треста «Нефтепроводстрой» Главнефти Наркомтяжпрома;
- 1933—1936 по совместительству ассистент Московского электромеханического института инженеров транспорта.

С 1936 г. работал в МНИ — МИНГ им. И. М. Губкина: доцент кафедры транспорта и хранения нефти и газа, в 1938—1947 зав. кафедрой нефтяного материаловедения и общей технологии металлов; в 1947—1959 декан нефтехимического факультета; в 1959—1970 зав. кафедрой сооружения магистральных трубопроводов и хранилищ.
Кандидат (1938), доктор технических наук (1946), профессор (1947).
Автор монографий, учебников и справочников:
- «Сварка трубопроводов» (1944),
- «Сварка газопроводов» (1945),
- «Технология сварки и монтажа магистральных трубопроводов» (1960, 1971),
- «Справочник по сварочным работам в строительстве» (в соавторстве, 1962, 1971),
- «Сооружение магистральных трубопроводов» (1964).

Заслуженный деятель науки и техники РСФСР (1965).
Награждён орденом «Знак Почета» (1943), медалями «За оборону Москвы», «За доблестный труд в Великой Отечественной войне 1941—1945 гг.», «В память 800-летия Москвы». Отличник Министерства газовой промышленности СССР.
Похоронен на Ваганьковском кладбище.